# Emil Zöllner

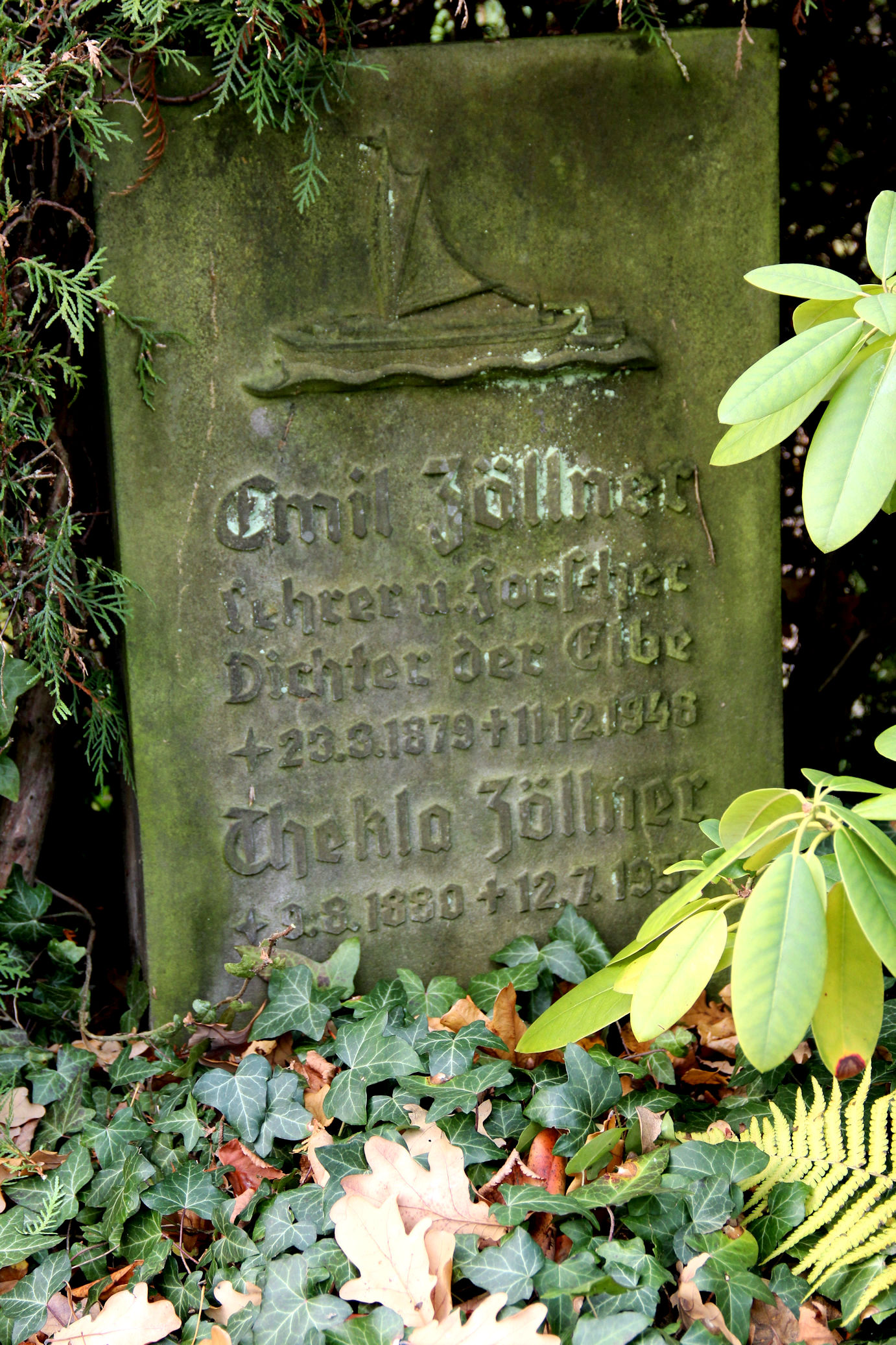
Grabstätte von Emil Zöllner auf dem Stadtfriedhof Meißen

Emil Zöllner (* 23. März 1879 in Dresden; † 11. Dezember 1948 in Meißen) war ein deutscher Lehrer und Schriftsteller.

## Leben
Zöllner war bis 1901 Lehrer an einer Taubstummenanstalt in Dresden. Er zog 1901 nach Meißen und unterrichtete zunächst an der Höheren Bürgerschule. Ab 1917 wechselte er an die neu gegründete Höhere Mädchenschule. Später unterrichtete er auch am Franziskaneum Meißen. Er unterrichtete in allen Lehrfächern und Klassenstufen, vor allem aber Religion. Am 1. April 1927 erfolgte seine Ernennung zum Studienrat und am 1. April 1937 wurde Zöllner auf eigenen Wunsch in den Ruhestand versetzt.
Er forschte speziell zur Elbeschifffahrt, der Elbflößerei sowie der Elbfischerei, über die er ein Buch sowie andere Abhandlungen schrieb und die er in zahlreichen Fotografien festhielt. Er schöpfte dabei überwiegend aus eigenem Erleben. Daher trug er auch den Spitznamen Elb-Zöllner und gilt noch heute als Heimatforscher und Volkskundler. Es gibt außerdem zahlreiche Aufsätze und Abhandlungen in Zeitungen und Zeitschriften von Zöllner zum Thema Elbe. Die Grabstätte befindet sich auf dem Stadtfriedhof Meißen (Frauenkirchfriedhof). Sein Nachlass wird heute im Hauptstaatsarchiv Dresden aufbewahrt.

## Werke (Auswahl)
- Elbvolk, Leipzig: F. Brandstetter, 2. Aufl. 1940
- Sonne und Wolken über dem Strom, Dresden: Bastei-Verl., [1937]
- Mein Elbebuch, Dresden: Meinhold & Söhne, [1936] (Digitalisat)
- Elbvolk, Leipzig: F. Brandstetter, 1934 (Digitalisat)
- Elbfahrten, Dresden: Schriftenhauptstelle d. Sächs. Pestalozzi-Vereins, o. J.

## Ehrungen
Im Meißner Stadtteil Bohnitzsch wurde am 29. April 1998 ein Weg (Emil-Zöllner-Weg) nach ihm benannt.